# Svetozar Gligorić
Svetozar Gligorić, serb. Светозар Глигорић (ur. 2 lutego 1923 w Belgradzie, zm. 14 sierpnia 2012 tamże) – serbski szachista, arcymistrz od 1951 roku.

## Kariera szachowa
W 1938 roku, w wieku piętnastu lat, wygrał turniej o mistrzostwo Belgradzkiego Klubu Szachowego. Następne lata II wojny światowej nie sprzyjały rozwojowi jego talentu. Po wojnie pracował jako dziennikarz i organizator rozgrywek szachowych. Brał udział w coraz większej liczbie turniejów, szybko rozwijając swoje szachowe umiejętności. W 1947 zajął pierwsze (dzielone) miejsce w mistrzostwach Jugosławii i wygrał swój pierwszy turniej międzynarodowy w Warszawie, wyprzedzając przyszłego mistrza świata, Wasilija Smysłowa.
W 1951 roku, po przyznaniu mu tytułu arcymistrza przez Międzynarodową Federację Szachową, Gligorić postanowił całkowicie poświęcić się szachom. Przez następne dwadzieścia lat był czołowym szachistą świata, jednym z najaktywniejszych szachistów w historii. Uczestniczył w niezliczonej liczbie turniejów międzynarodowych, wiele z nich wygrywając. Wśród największych jego sukcesów są zwycięstwa w silnie obsadzonych turniejach w Mar del Placie (1950), Londynie (1951, memoriał Howarda Stauntona), Sztokholmie (1954), Belgradzie (1964) i Manili (1968). Regularnie brał udział w turniejach w Hastings, tradycyjnie rozgrywanych na przełomie roku, w których pięciokrotnie zajmował pierwsze miejsca.
W latach 50. i 60. Gligorić był stałym uczestnikiem rozgrywek o mistrzostwo świata. Zajął pierwsze miejsce w pięciu turniejach strefowych. Ośmiokrotnie startował w turniejach międzystrefowych, trzykrotnie awansując do dalszych rozgrywek. W turniejach pretendentów zajmował dalsze miejsca, w 1953 roku w Zurychu – XIII, w 1959 roku w Jugosławii – VI miejsce. W 1968 roku w Belgradzie przegrał mecz pretendentów z Michaiłem Talem 3½ – 5½.
W latach 1950–1982 Gligorić piętnastokrotnie reprezentował Jugosławię na olimpiadach szachowych (13 razy na pierwszej szachownicy), zdobywając wraz z drużyną 12 medali (1 złoty, 6 srebrnych i 5 brązowych). W 1958 roku zdobył złoty medal za wynik 80% na pierwszej szachownicy. Dwunastokrotnie wygrywał lub dzielił pierwsze miejsce w mistrzostwach Jugosławii.
Mimo swojej dużej aktywności turniejowej Gligorić był również znanym i cenionym dziennikarzem, działaczem i sędzią szachowym. Regularnie współpracował z renomowanymi periodykami szachowymi Chess Review i Chess Life, a także z Šahovskim Informatorem, wydającym Encyklopedię otwarć szachowych. Był autorem wielu książek i opracowań teoretycznych. Wniósł duży wkład w rozwój teorii otwarć szachowych, szczególnie obrony królewsko-indyjskiej i partii hiszpańskiej, w których ważne warianty nazwano jego imieniem.
Według systemu Chessmetrics, najwyższy ranking osiągnął w listopadzie 1958 r., z wynikiem 2743 punktów zajmował wówczas 6. miejsce na świecie.

## Inne
W wieku 88 lat Svetozar Gligorić wydał swój pierwszy album muzyczny pt. „How I survived the 20th century”, na którym umieścił własne utwory z gatunków jazz, blues oraz rap.